# Cuidado con lo que deseas (película mexicana)
Cuidado con lo que deseas es una película mexicana de terror y suspenso estrenada en los cines mexicanos en agosto de 2020 y en la plataforma Netflix en diciembre del mismo año. Dirigida por Agustín Tapia, contó con las actuaciones de Fernanda Castillo, Juan Ríos, Iván Arana y Valery Sais, y con música original de Daniel Hidalgo Valdés. La trama principal de la película sigue a una familia que en su estadía en una cabaña en el bosque se ponen en peligro ante la inminente llegada de un títere que expondrá una red de conspiraciones y mentiras entre ellos.

## Sinopsis
Pamela es una niña que pese a su corta edad es una ávida fanática de las películas de horror. A pocos días de su octavo cumpleaños es llevada por sus padres Nuria y Bernardo a una cabaña familiar en el bosque; al viaje también se suma el tío paterno, Esteban quien tiene una rivalidad fraternal con Bernardo. A su llegada a la cabaña, Pam descubre el regalo de Esteban: un títere similar a un arlequín llamado Hellequín que, de acuerdo a una historia que el vendedor le contó a Esteban, está basado en un arlequín real que fue condenado a la horca por ser incapaz de entretener al rey al que servía. 
Más tarde, Nuria se ve a solas con su cuñado con quien tiene una infidelidad, solo para repasar su plan de asesinar a su propio esposo Bernardo. Mientras tanto, Pam es despertada en su cuarto por nadie menos que Hellequín, quien ha cobrado vida de alguna manera y mediante un teatro de títeres le muestra a la niña como su madre y tío conspiran en contra de su padre y de su romance en tiempo real. Esteban pretende asesinar a Bernardo a bordo del yate de la familia y hacerlo pasar como un accidente al manipular un mástil con el que pretende noquear y provocar que su hermano se ahogue. 
Al día siguiente después de la celebración del cumpleaños de Pam, la familia va de excursión al bosque.  lo que lleva a que Esteban y Bernardo tengan una tensa competencia en la que se retan mutuamente a cruzar un tronco con los ojos vendados así como un incidente en el yate cuando una vela casi golpea a Bernardo. Eventualmente, Pam con la información que tiene sobre el plan de su madre y tío, arma una obra de títeres en donde cuenta la historia de un rey traicionado por su esposa y hermano y luego la presenta a los adultos, dejándolos incómodos por la similitud con lo que ocurre entre ellos.
Hellequín se le vuelve a aparecer a Pam para revelarle otro secreto de su familia, mostrándole cómo Bernardo en realidad es consciente del complot en su contra y cómo este, junto a Nuria, pretende contraatacar a Esteban al atraerlo al cobertizo y dispararle con una escopeta de balas irrastreables. Por influencia de Pam, Esteban comienza a sospechar del éxito de su plan por lo que se apresura para adelantarse. Al llegar la última noche en la que la familia se hospeda en la cabaña, ambos hermanos se preparan para eliminarse mutuamente con sus respectivos planes mientras que Nuria va al cobertizo para dejar a la vista un hacha de mano y un rastrillo. Nuria y Bernardo van al yate y aparentemente el plan de Esteban funciona cuando su hermano cae al agua tras haber sido golpeado en la cabeza con el mástil manipulado. 
En el cobertizo, Nuria y Esteban celebran su victoria hasta que son visitados por Bernardo que se prepara para vengarse, pero en su intento es incapaz de usar la escopeta porque está desarmada y como resultado ambos se enfrentan utilizando las herramientas que Nuria deliberadamente dejó expuestas. Tras una violenta batalla, Bernardo mata a Esteban al apuñalarlo con el rastrillo. No obstante, desconfía de Nuria porque manipuló la escopeta por lo que comienza a perseguirla por el bosque hasta que cae en una trampa para osos, lo que le da la oportunidad a Nuria de armarse con la escopeta y matarlo a golpes. La escena es atestiguada por Pam gracias a que Hellequín recrea lo ocurrido con su teatro de títeres. Nuria culpa de las muertes a un cazador que rondaba por el bosque ante la policía y con la subsecuente muerte de su suegro, ella hereda la compañía que hubiera sido de su esposo o hermano y por ende la razón por la que Esteban planeaba asesinar a Bernardo en primer lugar. 
Algunos días después, Nuria es despertada en su cuarto por el sonido de cascabeles por lo que al inspeccionar la casa tropieza por una cuerda colocada en el pie de las escaleras y muere mientras su hija Pam la ve indiferente sosteniendo a un inerte Hellequín, quien recrea con sus títeres cómo la niña colocó la cuerda responsable de la muerte de su madre.

## Reparto
- Fernanda Castillo como Nuria
- Iván Arana como Esteban
- Juan Ríos como Bernardo
- Valery Sais como Pamela

## Producción
La cinta fue escrita y dirigida por Agustín Tapia, cineasta mexicano que para la redacción de la historia se inspiró en relatos de misterio de la autora Agatha Christie así como medios audiovisuales como el cine de Alfred Hitchcock y episodios de la serie La dimensión desconocida. Tapia redactó el guion a modo de un thriller aderezado con toques de fantasía y sobrenaturales, además de utilizar un toque de ambigüedad en la trama, en especial con el villano Hellequín cuya participación en la película fue limitada para hacer dudar al público sobre sí el muñeco está vivo o no.
La filmación de la película se concretó varios meses antes del crecimiento de la Pandemia por Covid 19 en México, la cual comenzaría a aumentar a mediados de marzo del 2020 dado que el largometraje inicialmente estaba planificado para estrenarse en abril del mismo año.

## Recepción

### Taquilla
La película tuvo un estreno limitado en su país de origen México a partir del 20 de agosto del 2020 debido a la pandemia por COVID 19 por lo que fue de las primeras cintas en ser promocionadas durante la reapertura de varias cadenas de cine. Durante su proyección a mediados de agosto y principios de septiembre, se mantuvo en el top 10 de las películas más vistas aunque su posición fue bajando conforme algunas cintas se fueron estrenando incluyendo largometrajes originalmente distribuidos por Streaming como ¡Scooby!, Trolls: World Tour, Tenet y The New Mutants. Se reportó que la película logró reunir un promedio ciento trece espectadores y recaudó un total de 438 748 pesos. La cinta eventualmente fue distribuida en formato video on demand en la plataforma Netflix en diciembre del 2020, cosechando una recepción positiva a tal punto que la película se volvió de las películas más vistas en la plataforma de dicho mes.

### Críticas
La película ha sido recibida en su mayoría por críticas mixtas a positivas. En el sitio de recopilación de críticas Rotten Tomatoes la cinta sostiene un porcentaje de 67% de frescura.  
Jose Roberto Landaverde de CinePremiere le dio a la película un puntaje de 3.5 estrellas sobre 5 llamando a la cinta como un vertedero de obsesiones creativas que lograba sacar lo mejor de cada género así como adular las actuaciones del elenco y los esfuerzos de la cinta por homenajear al cine del terror, concluyendo en su reseña: "Lo cierto es que, al ver Cuidado con lo que deseas, queda un buen sabor de boca porque, después de un atrapante tercer acto que explota de manera visceral, vertiginosa y visualmente cruda. Del terror al thriller, pasando por el true crime, ésta es una propuesta fresca, hecha desde la trinchera de la admiración.".
En contraste Javier Quintanar Polanco consideró al concepto de la cinta interesante así como alabar sus valores de producción y su intento por romper el molde de las películas de horror tradicionales, sin embargo consideró a la película decepcionante por la historia y su uso de clichés: "La falta de enfoque y un rumbo bien determinado es un problema serio: teniendo dos premisas de probado potencial -una relación insana la cual desemboca en fratricidio y la maldad humana vista a través de ojos infantiles-, termina por no aprovechar ninguna, y en su lugar se empecina en plantear un ambiguo juicio moral sobre las consecuencias de nuestras acciones negativas que tampoco logra fructificar, y queda reducido a un hueco y pedestre discurso."
Carlos Ramírez de Reporte Indigo le dio a la película un 0 de 5 como la calificación más baja que maneja el sitio al considerar que todos los elementos de la cinta eran mediocres incluyendo al villano Hellequín a quien consideró como lo único rescatable de la misma y su principal atracción, escribiendo: "aunque hay filmes que se convierten en obras de culto por lo malos que son, hay otros que simplemente no deberían haberse realizado por representar un llano trabajo sin chiste ni calidad."